# Зелинский, Густав
Гу́став Зелинский (пол. Gustaw Zieliński; 1 января 1809, Марковице, Польша — 23 ноября 1881, Скемпе, Польша) — польский поэт и писатель, участник Ноябрьского восстания. Известен в первую очередь написанной в сибирской ссылке поэмой о жизни казахских племён «Киргиз» (1842), переведённой на ряд языков.

## Биография
Сын полковника армии Тадеуша Костюшко. Получил образование сначала в Торуне, затем в пиаристской школе в Варшаве и воеводской школе в Плоцке. В 1827 году поступил на юридический факультет Варшавского университета, который окончил в 1830. Участвовал в Ноябрьском восстании как рядовой, после Битвы за Варшаву стал офицером. Бежал за границу с войсками генерала Рыбинского, но вернулся в 1832 после амнистии, арендовал хутор в Кеже и занимался там литературой.
В мае 1834 года Г. Зелинский за снабжение партизанского отряда А. Завиши предан суду (процесс Заливского), лишен всех прав и имущества и сослан в Сибирь на поселение, где провёл год в Тобольске и семь лет в Ишиме (1834—1842).
В Сибири Г. Зелинский написал свои самые известные произведения. Он общался с декабристом А. И. Одоевским и сказочником П. П. Ершовым, познакомился с русской литературой, в том числе с сочинениями А. С. Пушкина и Грибоедова. Значительное влияние на него оказал польский поэт А. Янушкевич, выписавший в Ишим свою библиотеку и давший тем самым Г. Зелинскому возможность для самообразования. В романтической поэме Г. Зелинского «Киргиз» (Kirgiz, 1842), переведённой позже на многие языки (русский, казахский, чешский, немецкий, итальянский, английский) и выдержавшей только в Польше более двадцати изданий, усматривают влияние «южных» поэм Пушкина. Её детали и сюжет во многом заимствованы из писем к нему А. Янушкевича, изучившего казахский язык и собиравшего казахский фольклор, причём Янушкевич, горячий сторонник казахов, попросил Г. Зелинского изобразить казахов исключительно с положительной стороны.
В 1870-х Зелинский написал на основе повести А. С. Пушкина пьесу «Барышня-крестьянка» («Panna-włościanka», неиздана).
В 1842, вернувшись благодаря настоянию родственников на родину, он занялся управлением своим имением и имением дяди и сошёлся с кругом варшавских литераторов. В 1848 он стал редактором журнала «Biblioteka Warszawska». В имении дяди он собрал библиотеку, впоследствии ставшую основой Библиотеки Плоцкого научного общества.
В 1847 путешествовал в Париж и по Италии с Людвиком Норвидом, в 1852 вновь путешествовал по Италии. В 1858 году вступил в Сельскохозяйственное общество. В 1879 навещал Теофила Ленартовича во Флоренции. Не принял Январское восстание и провёл его за рубежом.
Писал статьи для «Всеобщей энциклопедии» С. Оргельбранда и Сельскохозяйственной энциклопедии (Encyklopedia Rolnicza). Умер в 1881.
Творчество Г. Зелинского использует традиционные мотивы романтической литературы и принадлежит к «украинской» школе польской поэзии. Помимо поэмы «Киргиз» (1842) им были написаны произведения Самоубийца (Samobójca, 1835), Степи (Stepy, опубликовано 1856), пьеса Чернокнижник Твардовский (Czarnoksiężnik Twardowski, 1856), Мануэла (Manuela, опубликовано 1910, на основе романа 1808 года).